# The Finish of Bridget McKeen
The Finish of Bridget McKeen je americký němý film z roku 1901. Režisérem je Edwin S. Porter (1870–1941). Film trvá zhruba jednu minutu a byl natočen v New Yorku. Premiéru měl ve Spojených státech 2. března 1901.

## Děj
Film zachycuje Bridget McKeenovou, jak vchází do kuchyně s uštěpačným úsměvem. Naskládá dřevo a uhlí do kamen a použije zápalku, oheň se ale nerozhoří. Bridget se naštve, poklekne a fouká skrz mříž, ale oheň se stále neroznítí. Bridget dojde trpělivost, popadne plechovku s petrolejem a nalije ho ve velkém množství do kamen. Následuje obrovský výbuch a Bridget vyletí do povětří. Během několika sekund spadnou na zem kusy jejího těla. Nejdřív se objeví ruka, potom noha, pak hlava, poté druhá paže a nakonec trup. Na závěr se objeví její jméno na náhrobku v malebném hřbitově s epitafem: „Tady leží tělo Bridget McKeenové, která zapálila oheň petrolejem.“